# Papung
Papung (nepalski: पापुङ) – gaun wikas samiti we wschodniej części Nepalu w strefie Meći w dystrykcie Taplejung. Według nepalskiego spisu powszechnego z 2001 roku liczył on 280 gospodarstw domowych i 1570 mieszkańców (782 kobiet i 788 mężczyzn).